# Paul O'Donovan
Paul O'Donovan (født 19. april 1994 i Cork, Irland) er en irsk roer, bror til Gary O'Donovan.
O'Donovan vandt sølv i letvægtsdobbeltsculler ved OL 2016 i Rio de Janeiro sammen med sin bror Gary O'Donovan, kun besejret af franskmændene Pierre Houin og Jérémie Azou. Medaljen var historisk, idet det var Irlands første OL-medalje nogensinde i roning. Ved OL 2020 i Tokyo vandt han sammen med Fintan McCarthy guld i samme disciplin.
O'Donovan-brødrene vandt desuden VM-guld i letvægtsdobbeltsculler i 2018 og EM-guld i samme disciplin i 2016, og Paul har desuden vundet fem VM-guldmedaljer i andre discipliner.

## OL-medaljer
- 2024:  Guld i letvægtsdobbeltsculler
- 2020:  Guld i letvægtsdobbeltsculler
- 2016:  Sølv i letvægtsdobbeltsculler